# Giftskog
Giftskog är ett betesområde på Fårö, Gotland med ett lambgift.
Giftskog en gräsbevuxen förhållandevis karg mark med genom korsad av stengärsgårdar med enbuskar och enstaka tallar, och kraftigt betad, vilket ger området ett savannliknande utseende.